# Kirche Geitersdorf

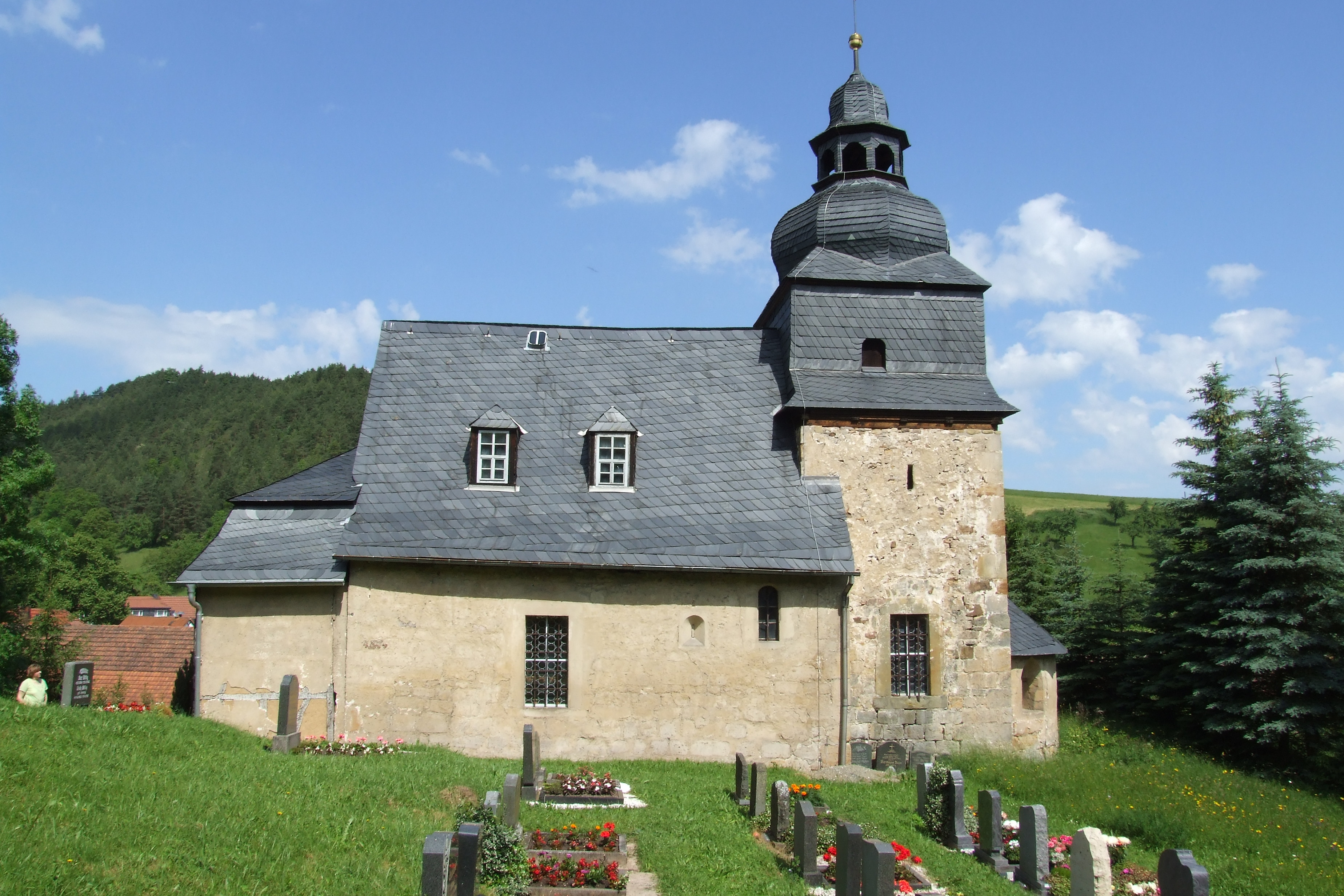
Kirche Geitersdorf

Die Filialkirche Kirche Geitersdorf steht auf einer Anhöhe in Geitersdorf, einem Ortsteil der Stadt Rudolstadt im Landkreis Saalfeld-Rudolstadt in Thüringen. Die Kirche ist ein  Kulturdenkmal in Geitersdorf.
Die Kirchengemeinde gehört zum Pfarrbereich der Stadtkirche Teichel im Kirchenkreis Rudolstadt-Saalfeld der Evangelischen Kirche in Mitteldeutschland.

## Beschreibung
Die romanische Saalkirche aus Bruchsteinen hat einen Chorturm mit halbkreisförmiger, gewölbter Apsis. Das mit einem verschieferten mit Dachgauben versehenen Satteldach bedeckte Kirchenschiff wurde im 15. Jahrhundert erneuert und nach einem Brand 1637 wiederaufgebaut. Im Südwesten wurde ein Anbau aus verputztem Fachwerk errichtet. 1887 wurde die Kirche restauriert. Der Kirchturm ist dreigeschossig, im verschieferten obersten Geschoss befindet sich der Glockenstuhl, in dem eine 1639 von Melchior Mörinck aus Erfurt gegossene Glocke hängt. Darüber erhebt sich ein vierseitiger Pyramidenstumpf, auf dem eine achtseitige bauchige Haube sitzt, die von einer Laterne gekrönt ist. Chor und Langhaus sind seit 1654 von einem hölzernen Tonnengewölbe überspannt, jedoch durch einen Gurtbogen voneinander getrennt. Die zweigeschossigen Emporen gibt es an drei Seiten. Ihre Brüstungen sind mit Szenen aus dem Alten Testament und dem Neuen Testament bemalt. An der südlichen Seite des Gurtbogens befindet sich die Kanzel mit einem Schalldeckel aus dem 17. Jahrhundert. Auf dem zweiten Emporengeschoss der Westseite steht eine Orgel mit 11 Registern, verteilt auf ein Manual und ein Pedal, die im 18. Jahrhundert  von Ludwig Wilhelm Hähner, dem Stiefsohn von  Johann Stephan Schmaltz, gebaut wurde.